# Joseph Weisbecker
Joseph Weisbecker (* 4. September 1932 in New Jersey; †  15. November 1990) war ein US-amerikanischer Mikroprozessor- und Mikrocomputerforscher, Autor und Designer von Spielzeugen und Spielen. Er ist bekannt für seine Entwicklung und Popularisierung des RCA-Mikroprozessors RCA1802 COSMAC.

## Leben und Werk
Weisbecker arbeitete bereits 1951 mit digitaler Logik und Computersystemen und entwarf einen Hobby-Tic-Tac-Toe-Computer. Zum Unterrichten grundlegender Computerkonzepte entwickelte er 1955 Grundschulunterrichtshilfen, die mit Lampen und Schaltern gebaut wurden und ein kostengünstiges Spiel. 1956 erwarb er den Bachelor of Science an der Drexel University.
Weisbecker entwickelte und gestaltete Computer als Ingenieur bei der Radio Corporation of America ( RCA). Er trug in den 1970er Jahren zur Entwicklung der programmierbaren Videospielsysteme von RCA bei: FRED, Studio II, STUDIO III und STUDIO IV sowie Microtutor. In den frühen 1970er Jahren entwickelte er einen Computer auf der Basis einer 8-Bit-Architektur unter Verwendung des CMOS-Prozesses, der im Jahre 1974 zum Patent angemeldet, als COSMAC 1801R und 1801U veröffentlicht und 1976 in den 1802-Chip integriert wurde. Er entwickelte CHIP-8 als eine plattformunabhängigen Sprache für die Entwicklung von Videospielen. Später entwickelte er Anwendungen für den 1802, darunter Light Guns, Kartenleser und Kassettenschnittstellen. Er war über 20 Jahre in der Forschung und Entwicklung von fortschrittlichen Computern und Systemen sowie mehr als 10 Jahre in der Entwicklung von Spielen tätig. Er erwarb 24 Patente und schuf über ein Dutzend neuer Produkte, von Spielen bis hin zu Computern. Zusammen mit der Hardware- und Softwareentwicklung der von ihm entworfenen Systeme schrieb er detaillierte Handbücher, Gebrauchsanweisungen und Tutorials. Später entwickelte er Grafik- und Farbgrafik-Chips zur Verwendung in einem Videospiel sowie eine Reihe von Farbgrafik-Terminals. Zu den Produkten, die diese verwendeten, gehörte das Studio III. Er engagierte sich für unterhaltsame und kostengünstige Computersysteme.

## Auszeichnungen
- RCA Labs Outstanding Achievement Award,
- Best Paper Award der IEEE Computer Society
- David Sarnoff Award für herausragende technische Leistungen

## Veröffentlichungen (Auswahl)
- "A Simplified Microcomputer Architecture," IEEE Computer, March 1974; RCA Engineer, 1974
- "Build Flip: A CMOS Game Computer," Popular Electronics, 1974
- "An Easy Programming System", Byte, 1978
- Die beste Retro-Spiele-Hardware, Retro Gamer Sonderheft 2/2016
- Die Geldmaschine. 250 Ideen für lukrative Nebenverdienste mit Ihrem Mikrocomputer, 1983, ISBN 978-3-8125-0036-4